# Gai Grani
Gai Grani (en llatí Caius Granius) va ser un poeta dramàtic romà d'època i fets desconeguts. Formava part de la gens Grània, una gens romana d'origen plebeu.
Noni el menciona expressament com a autor d'una tragèdia titulada Peliades. No se li coneix cap altra obra.